# Eva Murková
Eva Murková (Checoslovaquia, 29 de mayo de 1962) es una atleta checoslovaca retirada especializada en la prueba de salto de longitud, en la que consiguió ser subcampeona europea en pista cubierta en 1985.

## Carrera deportiva
En el Campeonato Europeo de Atletismo en Pista Cubierta de 1985 ganó la medalla de plata en el salto de longitud, con un salto de 6.99 metros, tras la soviética Galina Chistyakova  (oro con 7.02 metros) y por delante de la alemana Heike Drechsler  (bronce con 6.97 metros).